# Metaloryt
Metaloryt – technika graficzna druku wypukłego, w której forma drukowa wykonana z płyty metalowej.
Ze względu na sposób opracowania płyty metaloryty można podzielić na cięte i trawione. Metoda cięcia metalu jest w druku wypukłym rzadko stosowana, ze względu na dostępność tańszych i łatwiejszych w obróbce materiałów. Metoda trawienia jest bardziej powszechna – płyta jest trawiona jak w technice akwaforty, z tym że odbitkę wykonuje się pokrywając farbą wypukłe elementy.

## Historia metalorytu
W grafice europejskiej jest to jedna z najstarszych, obok drzeworytu, technik graficznych. Najwcześniejszą jej odmianą były pochodzące z dolnoreńskich warsztatów metalowych metaloryty groszkowe (punktowe) wykonywane w XV wieku na płytach z ołowiu, cyny lub miedzi. Rysunek powstawał poprzez wybijanie puncami różnej wielkości punktów, które na odbitce pozostawały jasne. Pierwszą znaną i datowaną ryciną groszkowaną jest Św. Bernard ze Sieny z 1454 roku. Rytownicy francuscy i włoscy używali metalorytu pod koniec XV wieku do wykonywania ozdobnych inicjałów, winiet lub ram kart książek. Graficy ludowi w Polsce, XVII, XVIII i XIX wieku, stosowali do druku blachy ołowiowe tworząc tzw. ołowioryty.